# Bunubanské jazyky
Bunubanské jazyky jsou velmi malou jazykovou rodinou, do které spadají pouze dva vymírající austrálské domorodé jazyky. Používají se v severní části Západní Austrálie, v regionu Kimberley, v okolí města Fitzroy Crossing.
Do rodiny bunubanských jazyků patří dva jazyky, které se mezi sebou liší přibližně jako angličtina a nizozemština.
Jazyky z rodiny bunubanských jazyků:
- Bunuba (přibližně 100 mluvčích)
- Gooniyandi (přibližně 400 mluvčích)